# Миллер, Роджер
Роджер Дин Миллер ( англ. Roger Dean Miller, род. 2 января 1936, Форт-Уэрт, Техас — 25 октября 1992, Лос-Анджелес, Калифорния) — американский кантри-певец, композитор и музыкант, наиболее известный своими хитами 1965 года «King of the Road» и «Dang Me».

## Биография
Роджер Миллер, младший из трех сыновей, родился в Форт-Уэрте, Техас. Его отец умер, когда Роджеру был всего год. Впоследствии, мальчик был отправлен жить к своим родственникам в Оклахому.
Детство Миллера было одиноким и невесёлым. Grand Ole Opry и другие радиошоу оказали на него сильнейшее влияние. Он отчаянно хотел стать музыкантом. В 17 лет он украл гитару, но затем сознался в этом и записался в армию, чтобы избежать тюрьмы. После демобилизации он отправился в Нэшвилл, чтобы начать музыкальную карьеру. В 1959 году он написал свой первый хит — песню Billy Bayou, записанную Джимом Ривзом.
Несмотря на то, что Миллер сотрудничал со многими кантри-певцами, его особенный стиль не всегда было легко классифицировать. В 1960-х годах он написал целую серию поп-хитов. В 1966 году он вёл собственное телешоу. Он писал и юмористические песни с причудливыми текстами и баллады. Но его визитной карточкой стала песня King Of The Road, рассказывающая о бродяге, который наслаждается жизнью, путешествуя на поездах. Эта песня стала хитом в 1965 году.
В 1973 году Миллер написал и исполнил три песни в мультфильме «Робин Гуд».
Миллер был женат на Мэри Арнольд, которая также была музыкантом и выступала в группе звезды кантри Кенни Роджерса. Кенни собственноручно познакомил их, положив начало совместной жизни пары.
Когда в 1967 году появился на свет их первый сын Дин, Роджер вскоре написал о нём песню Old Toy Trains.
Заядлый курильщик, Миллер умер в 1992 году от рака лёгких. В одном из своих интервью он сказал, что создал все свои песни из идей, которые он записывал на кусочках бумаги. Когда его спросили, что он сделал с неиспользованными кусочками, он ответил: «Я скурил их!»
В дополнение к 11 премиям Грэмми, Миллер получил премию за написание музыки и слов к мюзиклу «Большая Река», который был признан лучшим мюзиклом 1985 года.

## Память
Миллер был принят в Зал славы композиторов Нашвилла в 1973 году, и в Зал славы кантри-музыки в 1995 году. В городе Эрик, Оклахома, где Роджер вырос, главная улица города носит его имя.
В списке «40 величайших людей в кантри-музыке», опубликованном в 2003 году телесетью СМТ (Country Music Television), Роджер Миллер занимает 23-е место.

## Дискография
Студийные альбомы
- Roger and Out (1964)
- The Return of Roger Miller (1965)
- The 3rd Time Around (1965)
- Words and Music (1966)
- Walkin' in the Sunshine (1967)
- A Tender Look at Love (1968)
- Roger Miller (1969)
- Roger Miller Featuring Dang Me! (1969)
- A Trip in the Country (1970)
- Roger Miller 1970 (1970)
- Dear Folks, Sorry I Haven't Written Lately (1973)
- Celebration (1976)
- Painted Poetry (1977)
- Off the Wall (1978)
- Waterhole No. 3 (1978)
- Making a Name for Myself (1979)
- Old Friends  (совместно с  Вилли Нельсоном)  (1982)
- The Country Side of Roger Miller (1986)
- Green Green Grass of Home (1994)

### Синглы №1
Записанные и выпущенные Миллером
- «Dang Me» (1964)
- «King of the Road» (1965)
- «England Swings» (1966)

Записанные и выпущенные другими музыкантами
- «Billy Bayou» – Джим Ривз (1958)
- «Don't We All Have the Right» – Рики Ван Шелтон (1988)
- «Tall, Tall Trees» – Алан Джексон (1995)
- «Husbands and Wives» – Brooks & Dunn (1998)